# Aoi Bungaku
Aoi Bungaku (青い 文学 シリーズ "Serie literatura azul"?) es una serie de anime de doce episodios inspirados en seis historias cortas de la literatura japonesa. Las seis historias son adaptaciones de cuentos clásicos japoneses. Happinet, Hakuhodo DY Media Partners, McRay, MTI, Threelight Holdings, Movic y Visionäre se involucrarón en la producción de la serie.

## Historias adaptadas
- Ningen Shikkaku (人間失格?), en español Indigno de ser humano, de Osamu Dazai. Trata la trayectoria de un hombre con intensos sentimientos de alienación con la sociedad y el sentimiento de "humanidad" (Episodios 1 al 4).[1]
- Sakura no Mori no Mankai no Shita (桜の森の満開の下?), en español En el bosque bajo los cerezos en flor, de Ango Sakaguchi. Trata sobre los líos que debe enfrentar un bandido que vive en las montañas al atender las extrañas peticiones de su nueva esposa. (Episodios 5 al 6).[1]
- Kokoro (こころ?), en español Corazón, de Natsume Sōseki. Trata sobre dos amigos de filosofías de vida totalmente distintas que se debaten el amor de una mujer. La historia es narrada desde dos puntos de vista, el del joven y la del monje. (Episodios 7 al 8).[1]
- Hashire, Melos! (走れメロス?), en español ¡Corre, Melos!, de Osamu Dazai. Basada en una fábula de Cayo Julio Higinio, trata sobre la aventura de un joven griego que se empeña en cumplir una promesa a su amigo, incluso si implica la muerte (Episodios 9 al 10).[1]
- Kumo no Ito (蜘蛛の糸?), en español El hilo de la araña, de Ryunosuke Akutagawa. Trata sobre un bandido que atenta contra la vida del emperador y las consecuencias que conlleva. (Episodio 11).[1]
- Jigokuhen (地獄変?), en español El biombo del infierno, de Ryunosuke Akutagawa. Trata sobre un pintor al cual le es encomendada la tarea de pintar las maravillas de su país, pero se da cuenta de que la realidad es bastante más cruel. (Episodio 12).[1]

## Recepción
Emmanuel Bahu-Leyser de la revista francesa Animeland ha encontrado excepcional tener tanto realismo, con una profundidad e historias maduras que han de adaptarse al anime. Fue más allá al describir la serie como una pepita de oro, tanto cultural como técnicamente. En el lado negativo, señaló que la calidad de la adaptación es desigual entre los equipos.

## Película
Los primeros cuatro episodios fueron combinados y adaptados a una versión director's cut, el estreno en los cines japoneses fue el 12 de diciembre de 2009. La película ganó el "Gran Premio de Platino" del Future Film Festival 2011.